# Dąb biały
Dąb biały (Quercus alba L.) – gatunek roślin z rodziny bukowatych (Fagaceae Dumort.). Występuje naturalnie w południowo-wschodniej Kanadzie (w prowincjach Ontario i Quebec) oraz wschodniej części Stanów Zjednoczonych (w Alabamie, Arkansas, Connecticut, Dystrykcie Kolumbii, Delaware, na Florydzie, w Georgii, Iowa, Illinois, Indianie, Kansas, Kentucky, Luizjanie, Massachusetts, Marylandzie, Maine, Michigan, Minnesocie, Missouri, Missisipi, Karolinie Północnej, Nebrasce, New Hampshire, New Jersey, stanie Nowy Jork, Ohio, Oklahomie, Pensylwanii, Rhode Island, Karolinie Południowej, Tennessee, Teksasie, Wirginii, Vermoncie, Wisconsin i Wirginii Zachodniej). 

## Morfologia

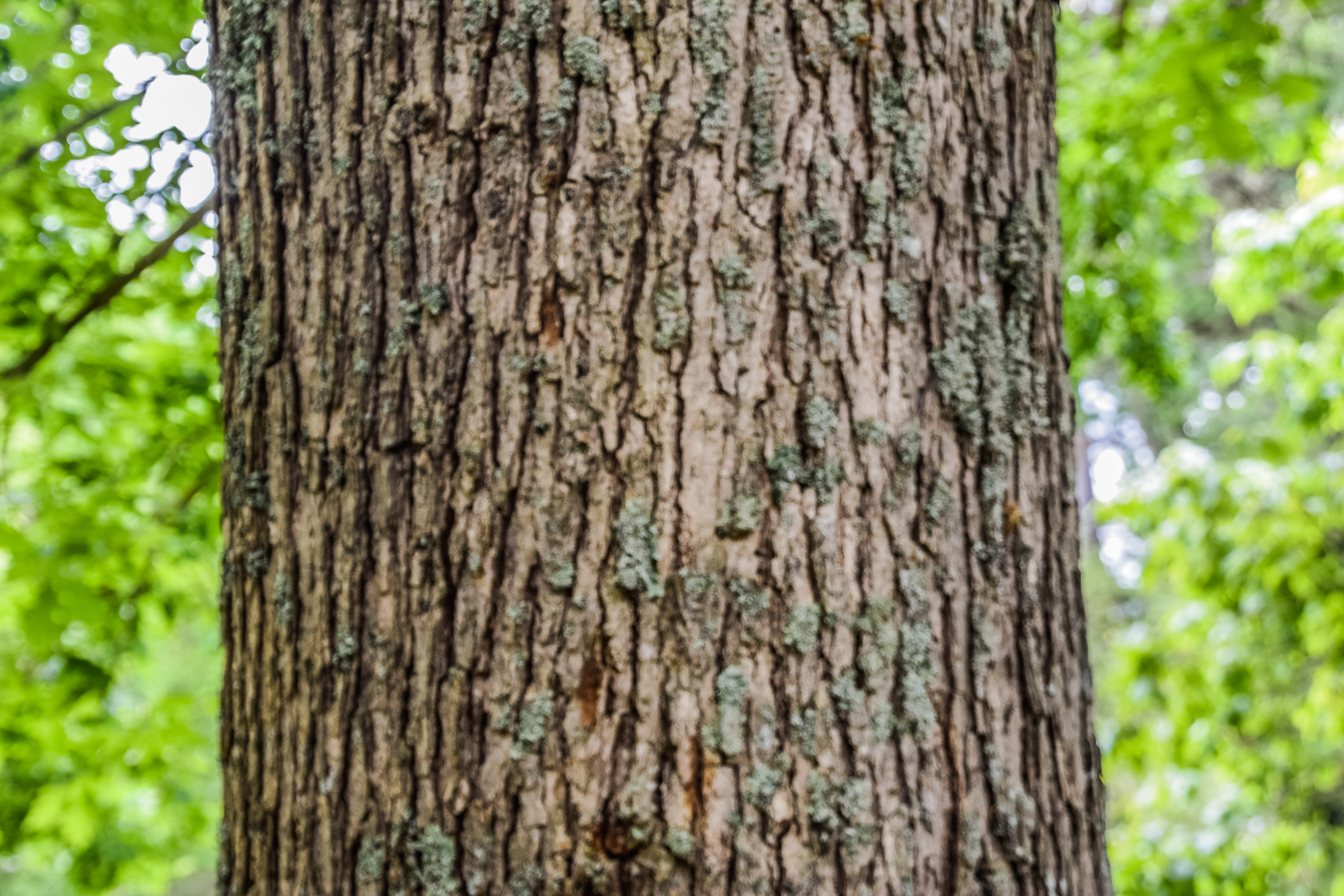
Kora

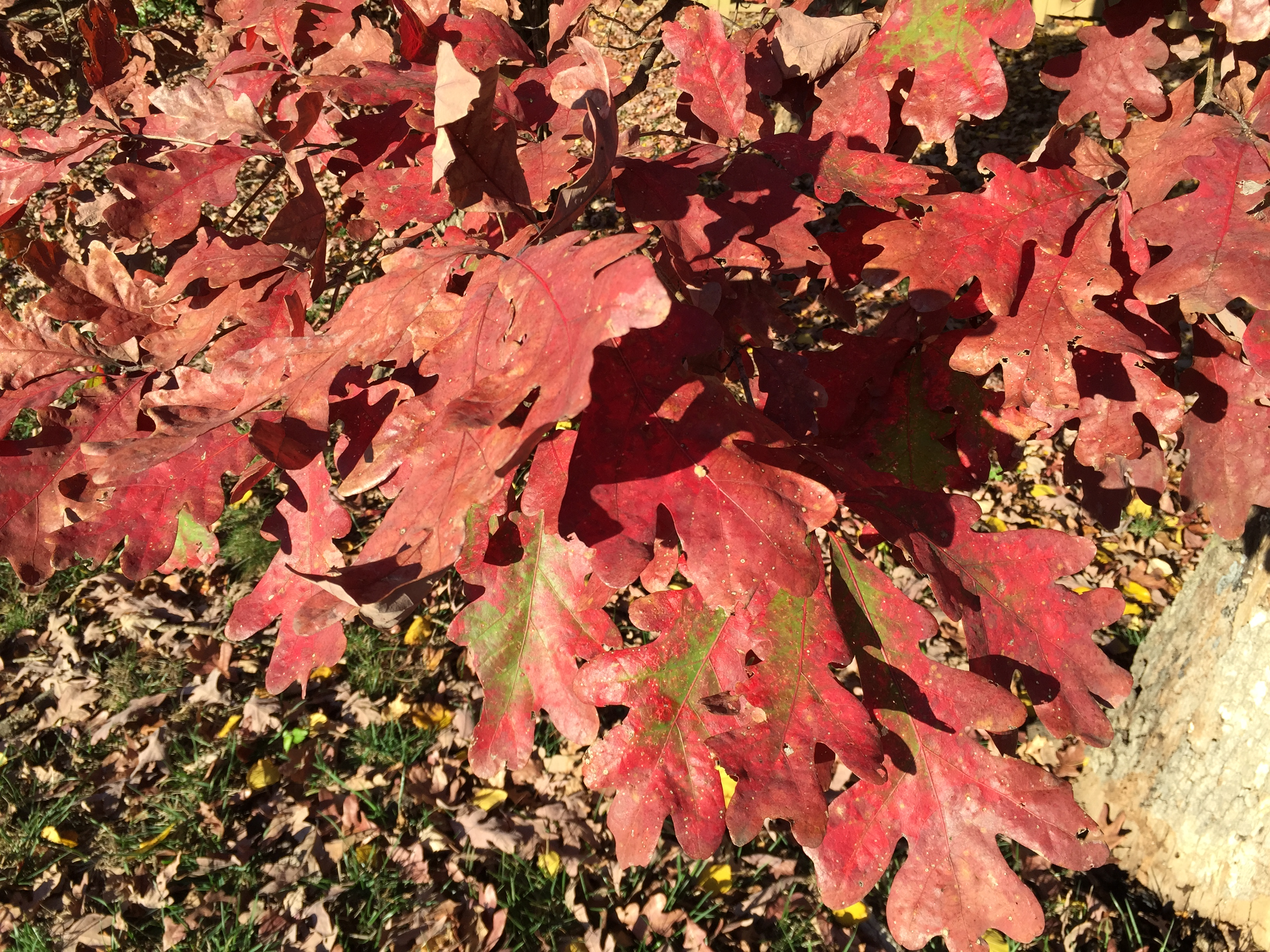
Liście w jesiennych barwach

PokrójZrzucające liście drzewo dorastające do 25 m wysokości. Korona drzewa jest szeroko kulista. Kora ma szarą barwę. Korowina łuszczy się na pniu szerokimi płatami.
LiścieBlaszka liściowa ma kształt od odwrotnie jajowatego do eliptycznego. Mierzy 12–18 cm długości oraz 7–11 cm szerokości, jest mniej lub bardziej klapowana na brzegu, ma nasadę od ostrokątnej do klinowej. Górna powierzchnia jest połyskująca i ma ciemnozieloną barwę, natomiast od spodu jest naga i niebieskawa lub sinozielona (młode liście są owłosione). Jesienią liście przebarwiają się na ciemnoczerwony, pomarańczowy lub fioletowoczerwony kolor.
OwoceOrzechy zwane żołędziami o kształcie od jajowatego elipsoidalnego do podługowatego, dorastają do 15–21 mm długości i 9–18 mm średnicy. Orzechy osadzone są w półkulistych miseczkach do 25% ich długości.

## Biologia i ekologia
Rośnie w lasach zrzucających liście. Występuje na wysokości do 1600 m n.p.m.

## Zastosowanie
Dawniej dąb biały był bardzo eksploatowany jako surowiec drzewny. Ponadto Indianie używali go w medycynie tradycyjnej.